# Raunchy
Raunchy är ett danskt metalcore-band, grundat 1994 av Jesper Tilsted, Jesper Kvist och Morten Toft Hansen.

## Medlemmar

### Nuvarande medlemmar
- Jesper Andreas Tilsted – gitarr, keyboard (1994– )
- Jesper Kvist – basgitarr (1994– )
- Morten Toft Hansen – trummor (1994– )
- Lars Christensen – gitarr (1994– )
- Jeppe Christensen – keyboard, sång (2001– )
- Mike Semesky – sång (2013– )

### Tidigare medlemmar
- Lars Vognstrup – sång (1994–2004)
- Kasper Thomsen – sång (2004–2013)

### Turnerande medlemmar
- Victor Salomonsen – gitarr (2010)
- Niels Kofod – synthesizer, sång (2010)
- Lasse Sivertsen – sång (2012, 2013, 2016)
- Flemming C. Lund – gitarr (2013)

## Diskografi

### Studioalbum
- 2001 – Velvet Noise
- 2004 – Confusion Bay
- 2006 – Death Pop Romance
- 2007 – Velvet Noise Extended
- 2008 – Wasteland Discotheque
- 2010 – A Discord Electric
- 2014 – Vices. Virtues. Visions.